# Ocshapalca
Ocshapalca (possiblement del quítxua uqsha herba a alta altitud,pallqa bifurcació, divisió en dues parts) és una muntanya de la Serralada Blanca als Andes del Perú. S'alça fins als 5.888 m. Es troba a la Regió d'Ancash, a la província de Huaraz. L'Ocshapalca es troba entre les muntanyes Jatuncunca, a l'oest, i el Ranrapalca, a l'est.